# Béchir Khiari
Béchir Khiari, né le 24 avril 1960, est un judoka tunisien. 

## Carrière
Béchir Khiari dispute le tournoi open des Jeux olympiques d'été de 1984 à Los Angeles, où il est éliminé en huitièmes de finale par l'Égyptien Mohamed Rashwan avant de perdre en repêchages contre le Roumain Mihai Cioc. Il remporte la médaille de bronze aux championnats d'Afrique de judo 1985 à Tunis dans la catégorie des plus de 95 kg.
Aux Jeux africains de 1987 à Nairobi, il obtient la médaille d'argent toutes catégories et la médaille de bronze en plus de 95 kg.
Il est médaillé de bronze dans la catégorie des plus de 95 kg et toutes catégories aux Jeux méditerranéens de 1987 à Lattaquié.
Aux championnats du monde de judo 1987 à Essen, il est éliminé en seizièmes de finale par le Soviétique Grigory Verichev et sort en repêchages contre le Chinois Xu Guoqing (en), dans la catégorie des plus de 95 kg.
Il est médaillé d'or toutes catégories et médaillé d'argent dans la catégorie des plus de 95 kg aux championnats d'Afrique de judo 1990 à Alger.